# Вюрцбурзький університет
Вю́рцбурзький університе́т (лат. Universitas Herbipolensis, нім. Universität Würzburg) — публічний університет в Німеччині, у баварському місті Вюрцбург. Один з найстаріших в країні. Заснований 1402 року архієпископом Йоганном Еглофштайнським, з дозволу римського папи Боніфація IX. Входить до U15 і Коїмбрської групи.

## Назва
- Вюрцбурзький університет (лат. Universitas Herbipolensis, нім. Universität Würzburg) — традиційна коротка назва.
- Вюрцбурзький університет Юліуса Максиміліана (нім. Julius-Maximilians-Universität Würzburg) — сучасна офіційна назва.

## Історія

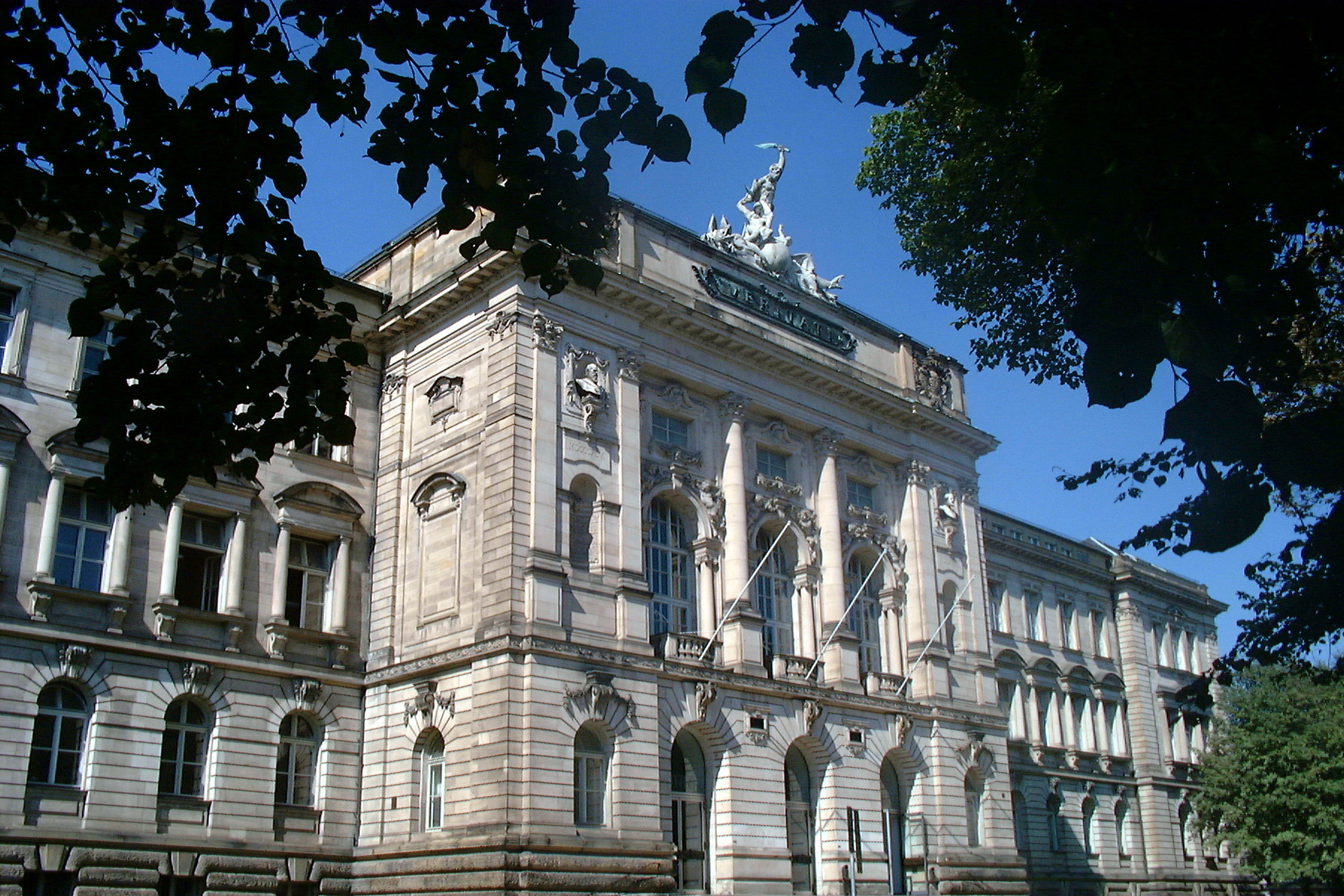
Головний корпус, збудований у 1896

Заснований 10 грудня 1402 року архієпископом Йоганном Еглофштайнським, з дозволу римського папи Боніфація IX.
Невдовзі після єпископа смерті навчальний процес зупинили. Причинами занепаду університету були поряд з недостатнім фінансуванням та вбивством канцлера університету його камердинером також скарги на розпусний спосіб життя студентів.
Повторно заснований у 1582 році князем-єпископом Юліусом Ехтером фон Меспельбрунном (1545—1617). Цього разу фінансування стало надійнішим, а приписи студентам строгішими. З медичним факультетом було об'єднано великий Юліанський шпиталь. У 1596 році, зокрема, університет був навчальним закладом під опікою ордену єзуїтів.
Університет носить два ім'я  — засновника, князя-єпископа Юліуса та курфюрста (згодом короля) Баварії Максиміліана I, при якому університет було секуляризовано.
Наприкінці XIX століття в бібліотеці університету було близько 10 000 томів. Студентів (1889) — 1588 осіб. При Університеті було засновано «Вегнерівське зібрання предметів витончених мистецтв», міську картинну галерею та нумізматичний кабінет.
У 1895 році у Вюрцбурзькому університеті Рентген відкрив X-промені.

## Сучасний стан

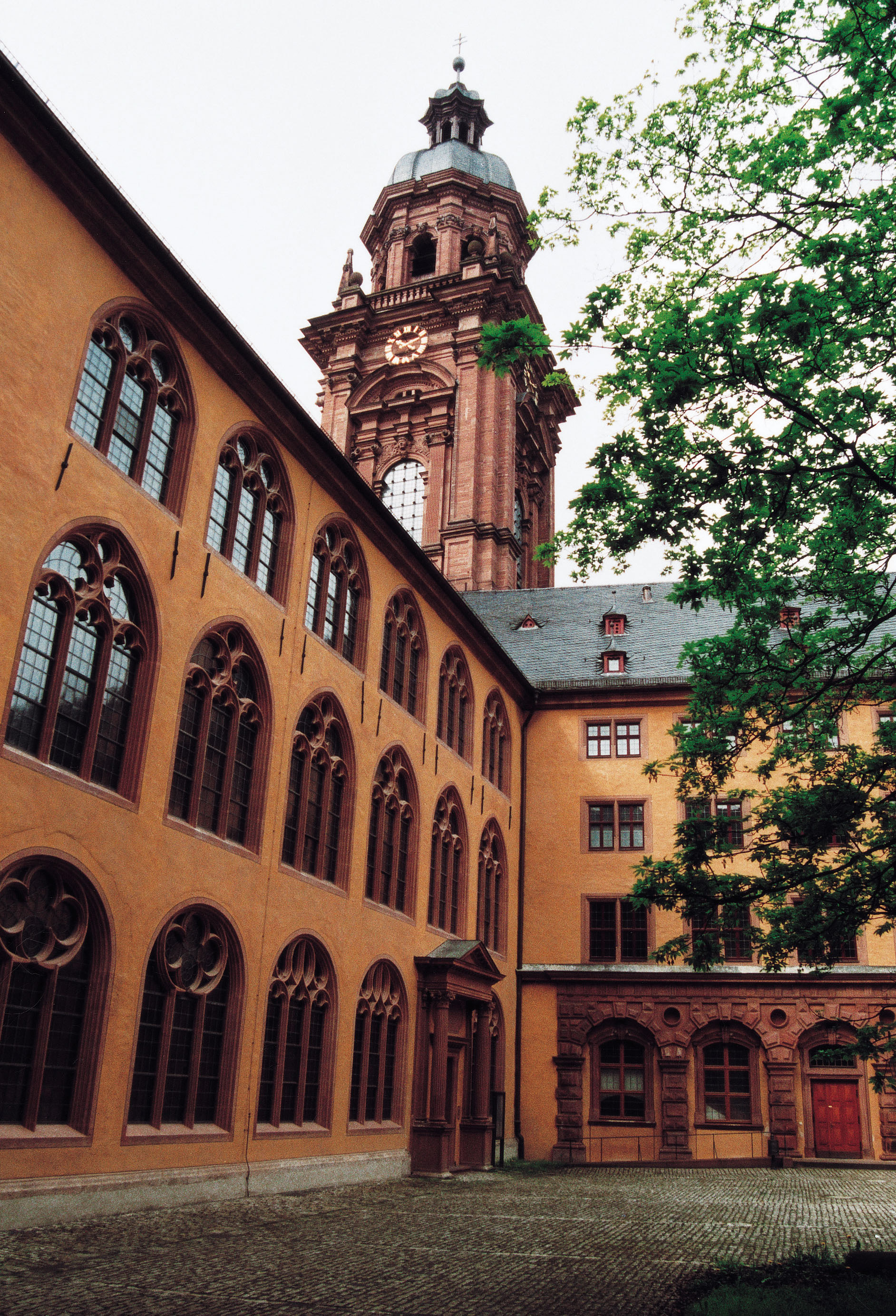
Стара будівля університету

У 2007/2008 навчальному році понад 20 тисяч студентів (з них 58 % жінок). Бюджет близько 250 мільйонів євро. Член Коїмбрської групи та асоціації German U15.

### Структура
Університет має 10 факультетів:
- католицької теології,
- юридичний,
- медичний,
- філософський I (історія, філософія, культурологія),
- філософський II (філософія, психологія, педагогіка, соціологія),
- біологічний,
- хіміко-фармацевтичний,
- математики та інформатики,
- фізики та астрономії,
- економічний.

## Нобелівські лауреати

### За відкриття, зроблені в університеті
- 1901 Вільгельм Рентген (фізика)
- 1902 Герман Еміль Фішер (хімія)
- 1907 Едуард Бюхнер (хімія)
- 1919 Йоганнес Штарк (фізика)
- 1922 Вільгельм Він (фізика)
- 1935 Ганс Шпеман (медицина)
- 1985 Клаус фон Клітцинг (фізика)
- 1988 Гартмут Міхель (хімія)

### Лауреати, пов'язані з університетом
- 1903 Сванте Арреніус (хімія)
- 1909 Карл Фердинанд Браун (фізика)
- 1914 Макс фон Лауе (фізика)
- 1920 Вальтер Нернст (хімія)
- 1930 Карл Ландштейнер (медицина)

## Професори та студенти
- Ернст фон Бергманн
- Карл Гегенбаур
- Йоганн Зейферт
- Карл Земпер
- Макс Зенгер
- Ігнатій Рудгарт
- Пшемислав Якуб Рудніцький[21]